# Hypoclinemus mentalis
Hypoclinemus mentalis är en fiskart som först beskrevs av Günther 1862.  Hypoclinemus mentalis ingår i släktet Hypoclinemus och familjen Achiridae. Inga underarter finns listade i Catalogue of Life.